# Masumi Itō
Masumi Itō (伊藤真澄 Itō Masumi?), es más conocida con el pseudónimo de Hikaru Nanase (七瀬光 Nanase Hikaru?). Nació un 21 de mayo en la Prefectura de Ibaraki, Japón. Es una compositora japonesa de música para anime, siendo la autora de las bandas sonoras para los animes de Scrapped Princess (La Princesa Abandonada), Noein y Angel Sanctuary entre otras. También ha compuesto las bandas sonoras para varios videojuegos, entre los cuales se encuentran Pacific Theater of Operations II y Wizap! para SNES y Sega Saturn, y Soul Edge y Z.O.E para las plataformas PlayStation y PlayStation 2.

## Biografía
No existen datos biográficos de esta compositora, que se muestra al parecer bastante celosa de su privacidad. De hecho, ni tan siquiera se conoce su año y lugar exacto de nacimiento.